# Johann Jakob Wettstein
Johann Jakob Wettstein (noto anche come Wetstein; Basilea, 5 marzo 1693 – 23 marzo 1754) è stato un teologo, biblista e traduttore svizzero, anticipatore della critica testuale del Nuovo Testamento.
Fu il primo a designare i manoscritti onciali con le maiuscole romane e i manoscritti corsivi con i numeri arabi.

## Biografia

### Primi anni e formazione
Johann Jakob Wettstein studiò teologia ed ebbe tra i suoi insegnanti di teologia Samuel Werenfels (1657-1740), un influente anticipatore della moderna esegesi critica. Mentre era ancora studente, Wettstein iniziò a dedicarsi alla ricerca speciale della sua vita: il Nuovo Testamento greco. Un parente, Johann Wettstein, che era bibliotecario dell'università, gli diede il permesso di esaminare e fare collazioni dei principali manoscritti del Nuovo Testamento presenti nella biblioteca, ed egli copiò le varie lezioni che essi contenevano nella sua copia dell'edizione del testo greco di Gerardo di Maastricht.
Nel 1713, in occasione del suo esame pubblico, difese una dissertazione intitolata De variis Novi Testamenti lectionibus, cercando di dimostrare che il numero di varianti esistenti non pregiudicava l'autorità della Bibbia. Wettstein dedicò grande attenzione anche all'aramaico e all'ebraico talmudico. Nella primavera del 1714 intraprese un viaggio accademico che lo portò a Parigi e in Inghilterra, con l'obiettivo principale di esaminare i manoscritti del Nuovo Testamento. Nel 1716 fece la conoscenza di Richard Bentley all'Università di Cambridge; quest'ultimo, mentre aveva in mente un'edizione critica del Nuovo Testamento, si interessò molto al suo lavoro e lo convinse a tornare a Parigi per collazionare accuratamente il Codex Ephraemi.

### Basilea
Nel luglio 1717 Wettstein tornò ad assumere l'incarico di diacono (diaconus communis) a Basilea, incarico che mantenne per tre anni, dopodiché divenne collega e successore del padre nella parrocchia di San Leonardo. Contemporaneamente, proseguì i suoi studi preferiti e tenne lezioni private di esegesi del Nuovo Testamento. Fu allora che decise di preparare un'edizione critica del Textus Receptus (Nuovo Testamento greco). Nel frattempo aveva rotto con Bentley, le cui Proposals apparvero nel 1720.
I dubbi sull'ortodossia di Wettstein erano sorti fin dalla pubblicazione della sua tesi di laurea nel 1713, e alla fine fu sospettato di socinianesimo quando rifiutò di difendere la dottrina ortodossa della Trinità. Nel 1728 il suo amico e mentore di un tempo, Johann Ludwig Frey, accusò Wettstein di usare la critica testuale come mezzo per promuovere la teologia sociniana, cosa che fu indagata da una commissione del clero di Basilea. L'accusa fu formalmente confermata ed egli nel 1730 fu infine licenziato dalla sua posizione a San Leonardo.

### Amsterdam
Da Basilea si trasferì poi ad Amsterdam, dove un altro parente, Johann Heinrich Wettstein (1649-1726), aveva un'importante attività di stampa ed editoria. Qui si pubblicavano edizioni dei classici e l'edizione del Testamento greco di Gerardo di Maastricht. Wettstein aveva iniziato a stampare un'edizione del Testamento greco, ma questa fu improvvisamente interrotta per motivi sconosciuti. Appena giunto ad Amsterdam, nel 1730, pubblicò anonimamente i Prolegomeni ad Novi Testamenti Graeci editionem, come introduzione al suo Testamento greco, che fu poi da lui ripubblicato con aggiunte nel 1751. Nel 1731 i Rimostranti gli offrirono la cattedra di filosofia nel loro collegio di Amsterdam, lasciata libera dalla malattia di Jean Le Clerc, a condizione che si liberasse dal sospetto di eresia. Tornato a Basilea, ottenne la revoca (22 marzo 1732) della precedente decisione e la riammissione a tutte le cariche clericali. Tuttavia, quando divenne candidato alla cattedra di ebraismo a Basilea, i suoi avversari ortodossi bloccarono la sua nomina ed egli si ritirò ad Amsterdam.
Alla fine, gli fu permesso di insegnare filosofia ed ebraico agli studenti dei Rimostranti, a certe umilianti condizioni. Per il resto della sua vita continuò a essere professore nel collegio dei Rimostranti, rifiutando nel 1745 la cattedra di greco a Basilea. Nel 1746 visitò nuovamente l'Inghilterra e raccolse i manoscritti siriaci per la sua ultima opera, che fu data alle stampe nel 1751-1752, in due volumi in folio, con il titolo di Novum Testamentum Graecum editionis receptae cum lectionibus variantibus codicum manuscripts. Non si azzardò a inserire le nuove letture nel corpo della pagina, ma le consegnò in un punto sito tra il Textus Receptus e l'elenco completo delle varie lezioni. Al di sotto di quest'ultimo, forniva un commento, costituito principalmente da un gruppo di preziose illustrazioni e paralleli tratti dalla letteratura classica e rabbinica, che costituì un riferimento per tutti i commentatori successivi. Nei suoi Prolegomeni fornì un mirabile resoconto metodico dei manoscritti, delle varianti e delle interpretazioni dei padri, nonché la storia travagliata delle difficoltà con cui aveva dovuto scontrarsi nel portare avanti l'opera della sua vita.
Fu il primo a designare i manoscritti onciali con le maiuscole romane e i manoscritti corsivi con i numeri arabi.
Morì ad Amsterdam poco tempo dopo aver completato la sua opera.

## Attività
Wettstein rese un servizio alla critica testuale con la raccolta di varie interpretazioni e il resoconto metodico dei manoscritti e delle altre fonti.
Attraverso il suo laborioso studio del Codex Alexandrinus, trovò interpretazioni errate o errori calcolati del Nuovo Testamento scritto in greco. In particolare, fu bersagliato dalle critiche per aver contestato il passo di 1 Timoteo 3:16, ritenendo che la lettura originale fosse "che si manifestò nella carne", piuttosto che "Dio si manifestò nella carne". Mediante i suoi studi sviluppò un atteggiamento sempre più critico sulle questioni testuali e sul loro rapporto con quelle dottrinali. Tuttavia, negli ultimi anni della sua vita, adottò la posizione secondo cui i più antichi manoscritti greci esistenti erano stati corrotti dall'influenza di quelli latini, con la conseguente perdita di fiducia nelle copie più antiche, compreso l'Alessandrino. Tra il 1751 e il 1752 furono pubblicati i suoi Prolegomeni e Novum Testamentum Graecum. La sua base era la versione del 1624 dell'Elzevir Textus Receptus, con piccole modifiche, mentre la sua interpretazione preferita era annotata nell'apparato critico.
Alcuni oppositori considerarono il suo lavoro meno valido a causa del suo pregiudizio contro la versione latina e il principio di raggruppare i manoscritti in famiglie, che era stato raccomandato da Richard Bentley e J. A. Bengel.
Wettstein fece un resoconto delle sue opere e bozze nel suo Nov. Test. i. del 1751: Novum Testamentum Græcum editionis receptæ, cum Lectionibus Variantibus Codicum MSS., Editionum aliarum, Versionum et Patrum, necnon Commentario pleniore ex Scriptoribus veteribus, Hebræis, Græcis, et Latinis, historiam et vim verborum illustrante, in due volumi. Amsterdam: Amstelædami. Ristampato nel 1962 dalla Akademische Druck-u. Verlagsanstalt di Graz.

## opere
- J.J. Wettstein, Rudolph Wetstein e JacobusW etstein, Prolegomena ad Novi Testamenti Graeci editionem accuratissimam, e vetustissimis codd. mss. denuo procurandam, Amstelaedami, apud R. & J. Wetstenios & G. Smith, 1730.
- J.J. Wettstein, Novum Testamentum Graecum editionis receptae cum lectionibus variantibus codicum manuscriptis, Amsterdam, Ex Officina Dommeriana, 1751.[9]
- J.J. Wettstein, Novum Testamentum Graecum editionis receptae cum lectionibus variantibus codicum manuscriptis … Tomus II, Amsterdam, Ex Officina Dommeriana, 1752.[10]
- J.J. Wettstein, Johann Albrecht Bengel, Glocester Ridley, Johann David Michaelis e Joh Salomo Semler, Libelli ad crisin: atque interpretationem Novi Testamenti, Halae Magdeburgicae, Ioann. Godofred. Trampe, 1766.